# Regola di inferenza
Nella logica matematica una regola di inferenza è uno schema formale che si applica nell'eseguire un'inferenza. In altre parole, è una regola che permette di passare da un numero finito di proposizioni assunte come premesse a una proposizione che funge da conclusione.
Nel caso una regola di inferenza sia  corretta allora stabilisce quando un enunciato formalizzato (cioè una formula di un linguaggio proposizionale o del primo ordine) è conseguenza logica di un altro soltanto sulla base della struttura sintattica degli enunciati.
Nella logica proposizionale l'unica regola di inferenza necessaria è il modus ponens che stabilisce che
Dalle formule 
- {\displaystyle \phi }
- {\displaystyle \phi \to \psi }

è possibile dedurre la formula 
{\displaystyle \psi }
In una teoria del primo ordine bisogna aggiungere al modus ponens una regola per l'introduzione dei quantificatori, la regola di generalizzazione:
Dalla formula 
{\displaystyle \phi }
è possibile dedurre la formula 
{\displaystyle \forall x(\phi )}
Le regole di inferenza sono formali: prescindono dal contenuto delle proposizioni e operano soltanto sulla base della struttura sintattica (la forma logica) degli enunciati. Pertanto, una stessa regola di inferenza formalizza un insieme potenzialmente infinito di inferenze.
Una regola di inferenza si dice corretta o valida se la conclusione è conseguenza logica delle (ossia, segue necessariamente dalle) premesse: se sono vere tutte le premesse allora è necessariamente vera la conclusione (o equivalentemente, non è possibile che le premesse siano tutte vere e la conclusione falsa). Ciò significa che, lette dall'alto verso il basso (dalle premesse alla conclusione), le regole di inferenza corrette preservano la verità. Una regola di inferenza non corretta si dice scorretta o invalida.
In logica matematica, le regole di inferenza corrette (o regole logiche) svolgono un ruolo essenziale nella definizione del calcolo logico, come ad esempio il calcolo dei sequenti e la deduzione naturale.